# 요한 폰 베센베르크

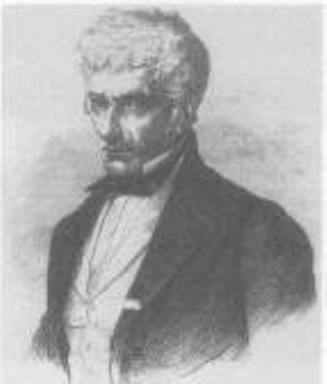
Johann Philipp von Wessenberg

요한 폰 베센베르크 남작(Johann Philipp Freiherr von Wessenberg-Ampringen, 1773년 11월 28일 - 1858년 8월 1일)은 오스트리아의 정치가 겸 외교관이다.
나폴레옹 전쟁 시기였던 1808년 베를린에 부임한 것을 시작으로, 1811년 뮌헨, 그리고 1830년 프라하 등 오스트리아 제국으로서 중대한 이익이 걸려 있는 지역에 파견되어 인상적인 활약을 펼쳤다. 1848년 11월 마침내 외무상의 지위에 올랐다.
빈 회의 때는 당시 오스트리아의 수석대표인 메테르니히가 회의의 주재자로서의 역할을 겸한 관계로, 차석대표였던 베센베르크 남작이 주로 오스트리아의 입장을 대변했다.